# Клірв'ю (Західна Вірджинія)
Клірв'ю (англ. Clearview) — селище (англ. village) в США, в окрузі Огайо штату Західна Вірджинія. Населення — 472 особи (2020).

## Географія
Клірв'ю розташований за координатами 40°8′25″ пн. ш. 80°41′32″ зх. д. / 40.14028° пн. ш. 80.69222° зх. д. (40.140260, -80.692282).  За даними Бюро перепису населення США в 2010 році селище мало площу 1,08 км², з яких 1,08 км² — суходіл та 0,00 км² — водойми.

## Демографія
Згідно з переписом 2010 року, у селищі мешкало 565 осіб у 221 домогосподарстві у складі 164 родин. Густота населення становила 525 осіб/км².  Було 226 помешкань (210/км²).
Расовий склад населення:
| - 99,3 % — білих - 0,4 % — чорних або афроамериканців - 0,2 % — вихідців з тихоокеанських островів |

До двох чи більше рас належало 0,2 %. Частка іспаномовних становила 0,4 % від усіх жителів.
За віковим діапазоном населення розподілялося таким чином: 22,7 % — особи молодші 18 років, 63,3 % — особи у віці 18—64 років, 14,0 % — особи у віці 65 років та старші. Медіана віку мешканця становила 45,6 року. На 100 осіб жіночої статі у селищі припадало 103,2 чоловіків;  на 100 жінок у віці від 18 років та старших — 101,4 чоловіків також старших 18 років.
Середній дохід на одне домашнє господарство  становив 75 119 доларів США (медіана — 60 625), а середній дохід на одну сім'ю — 74 660 доларів (медіана — 72 875). За межею бідності перебувало 3,5 % осіб, у тому числі 0,9 % дітей у віці до 18 років та 3,7 % осіб у віці 65 років та старших.
Цивільне працевлаштоване населення становило 275 осіб. Основні галузі зайнятості: освіта, охорона здоров'я та соціальна допомога — 30,9 %, мистецтво, розваги та відпочинок — 14,9 %, роздрібна торгівля — 10,2 %, фінанси, страхування та нерухомість — 9,5 %.